# علی عبدالله‌زاده
علی عبدالله‌زاده (زادهٔ ۱۴ دی ۱۳۷۱ در آبادان) یک بازیکن فوتبال اهل ایران است که در پست مدافع میانی برای باشگاه فوتبال خیبر خرم‌آباد در لیگ آزادگان بازی می‌کند.